# Skewbald/Grand Union
A Skewbald/Grand Union elnevezés két dologra utalhat a punk műfajban. Az együttesre, másrészt az együttes egyetlen megjelent nagylemezére.

## Az együttes
A név  egy 1981-ben alakult, rövid életű hardcore punk együttesre utal, amelyet Ian McKaye és Jeff Nelson, a Minor Threat tagjai alapítottak, a zenekar felbomlása után. Eredetileg "Grand Union" volt a nevük, egy helyi élelmiszerbolt után, ez Nelson ötlete volt, de MacKaye egy szótárban meglátta a "skewbald" szót, amely a lovak különböző színeire utal, és úgy gondolta, hogy ez az elnevezés megfelelőbb lenne az együttesnek. Jeff Nelson azonban továbbra is a Grand Union nevet részesítette előnyben. Végül sosem dőlt el, melyik nevet válasszák, így egyszerre lett Skewbald és Grand Union is a zenekar neve. Felvettek pár dalt a  virginiai Arlingtonban található Inner Ear Studios-ban. Végül a tagok feladták a projektet, John Falls basszista kilépett az együttesből, MacKaye éneklésről átváltott basszusgitárra, így az együttesben hárman maradtak: Ian McKaye, Jeff Nelson és Eddie Janey gitáros. Pár koncerten játszottak, végül 1982-ben feloszlottak. 1982-ben újraalakult a Minor Threat, talán ez is szerepet játszott a kétnevű együttes feloszlásában. A zenekar közreműködött továbbá a "20 Years of Dischord" című válogatáslemezhez is. Ian Mckaye és Jeff Nelson a Minor Threat-ben játszanak, John Falls a Youth Brigade tagja, míg Eddie Janey a Rites of Spring-ben zenél.

## Az EP
Az együttes egyetlen EP-je, amit 1981-ben jelentettek meg, majd 1997-ben újból kiadtak a Dischord Records gondozásában. Az EP két dalt tartalmaz. Az "anyag" neve egyszerre Skewbald és Grand Union is, amely arra utal, hogy a tagok végül sosem egyeztek meg a névválasztásban.

### Dalok
1. Sorry/Change for the Same (2:54)
2. You're Not Fooling Me (1:13)

## Tagok
- Ian McKaye - éneklés
- Eddie Janey - gitár
- John Falls - basszusgitár (kilépett a zenekarból)
- Jeff Nelson - dobok

## Közreműködések
- 20 Years of Dischord (válogatáslemez, 2002) a "Sorry/Change for the Same" című daluk szerepel a lemezen.